# Selge
Selge (Σελγη en grec) est une cité de l'antique Pisidie. Selon la légende elle est fondée par le devin Calchas mais ses habitants prétendaient descendre des Lacédémoniens. Ils avaient cependant abandonné le grec pour un dialecte pisidien.
La ville est située à environ 950 mètres d'altitude sur les flancs sud des monts Taurus sur les bords de l'Eurymédon (l'actuel fleuve Köprüçay) au nord est d'Antalya. Il s'agit d'une des villes les plus puissantes de Pisidie, avec une armée de 2 000 hommes, souvent en conflit avec sa rivale Termessos. La cité est sous suzeraineté lydienne, perse puis lors de l'arrivée d'Alexandre le Grand en 333 av. J.-C. se rallie au conquérant et n'est pas pillée.
Selge se développe sous l'époque hellénistique et connaît une période prospère sous l'empire romain. De nombreux monuments sont construits au IIe siècle dont un théâtre d'une capacité de 8 700 places ainsi qu'un stade et un gymnase creusés dans la roche et un aqueduc. Selge possède aussi une nécropole avec de nombreuses tombes ornées et des sarcophages.
Le déclin commence vers le IVe siècle et au siècle suivant. Selge n'est plus qu'une ville d'importance réduite qui repousse cependant une attaque des Goths. Incluse au Ve siècle dans la province de Pamphylie la ville est encore au IXe siècle le siège d'un diocèse autocéphale.
Aujourd'hui près du village d'Altinkaya les ruines de Selge sont un haut-lieu touristique.